# 卡斯特里克姆戰役
卡斯特里克姆戰役發生於1799年10月6日，是第二次反法同盟中英俄入侵荷蘭的一場決定性的戰役。位於荷蘭卡斯特里克姆附近，一支由紀堯姆·布律納將軍率領的法荷聯軍擊敗了约克公爵率領的英俄聯軍。

## 背景
一支由40,000人組成的英俄聯軍於1799年8月27日在北荷蘭登陸，起初贏得了幾次勝利，但情勢在9月19日的貝亨戰役後急轉直下。
俄軍將領庫圖佐夫聽到消息後認為行動已不可能成功。
最終聯軍在卡斯特里克姆迎戰法軍並失利。

## 註腳
1. ↑  Jean Baptiste Pierre Jullien de Courcelles, Dictionnaire historique et biographique des généraux français, depuis le onzième siècle jusqu'en 1820, Volume 2, 1821.
2. ↑  Krayenhoff, p. 439 – 442
3. ↑  .   [2022-01-27]. （原始内容存档于2014-08-11）.